# 국도 제301호선 (일본)

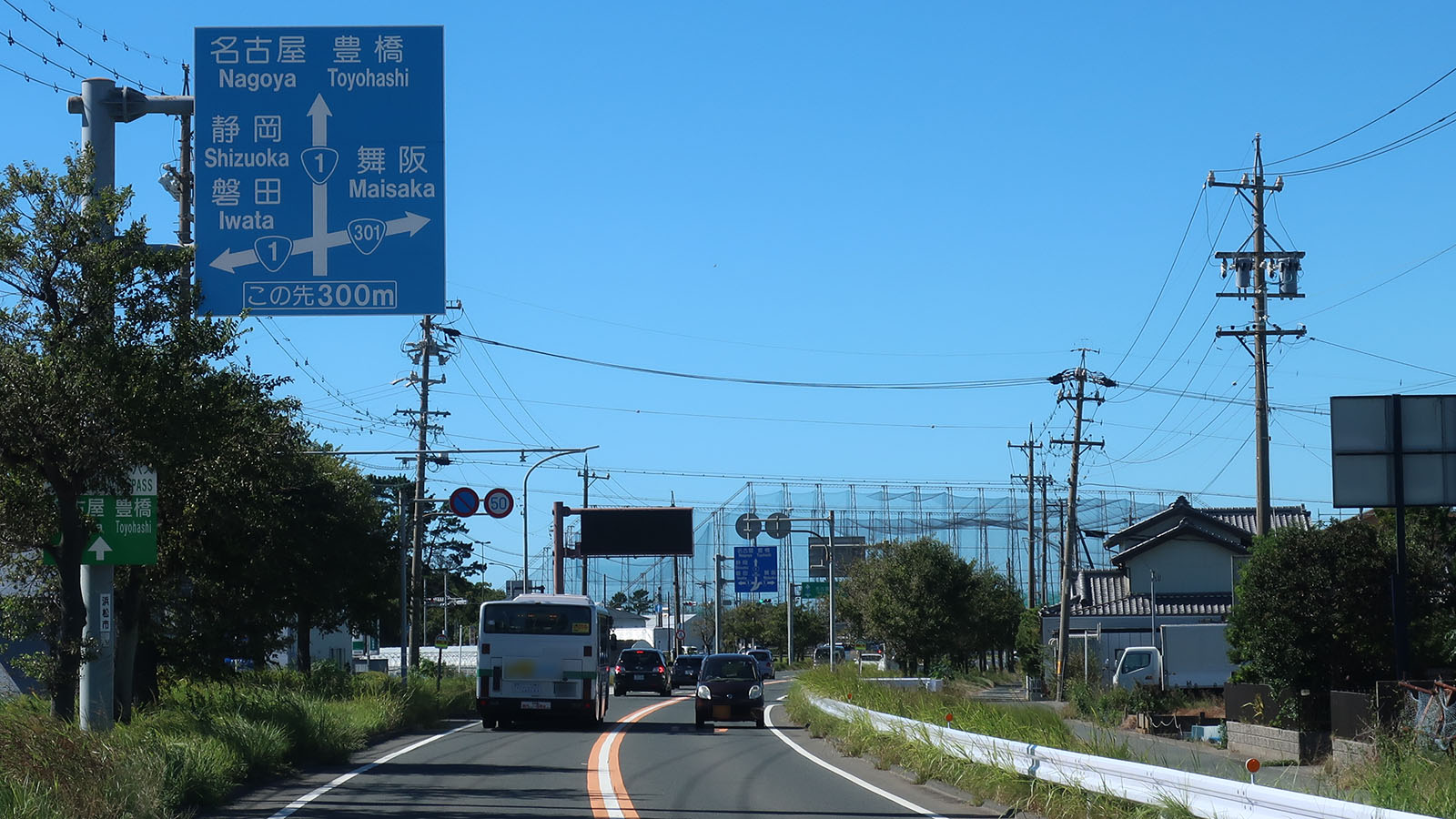
국도 301호선의 기점
시즈오카현 하마마쓰시 니시구 시노하라 교차로

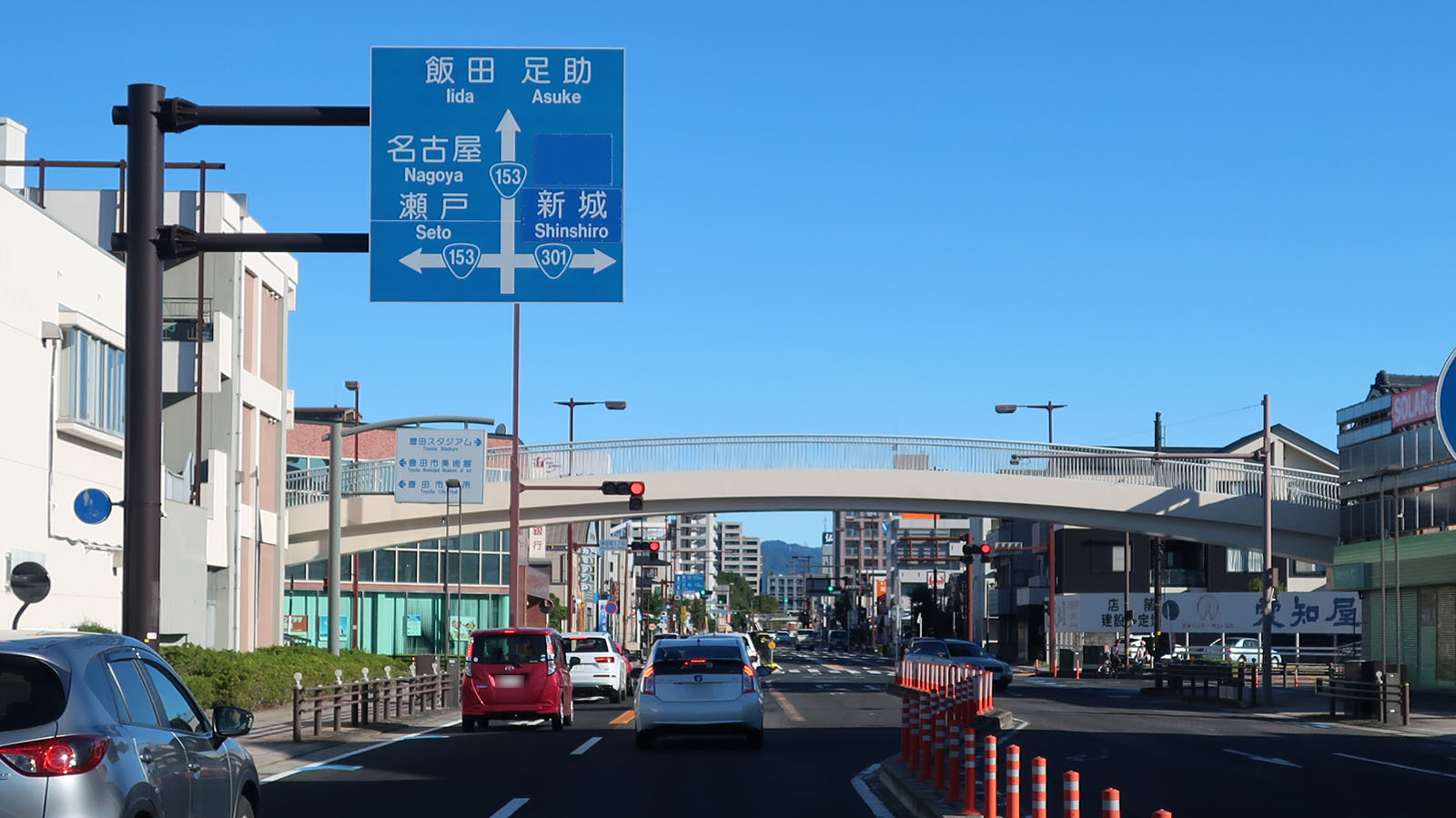
국도 301호선의 종점
아이치현 도요타시 고로모초 1초메 교차로

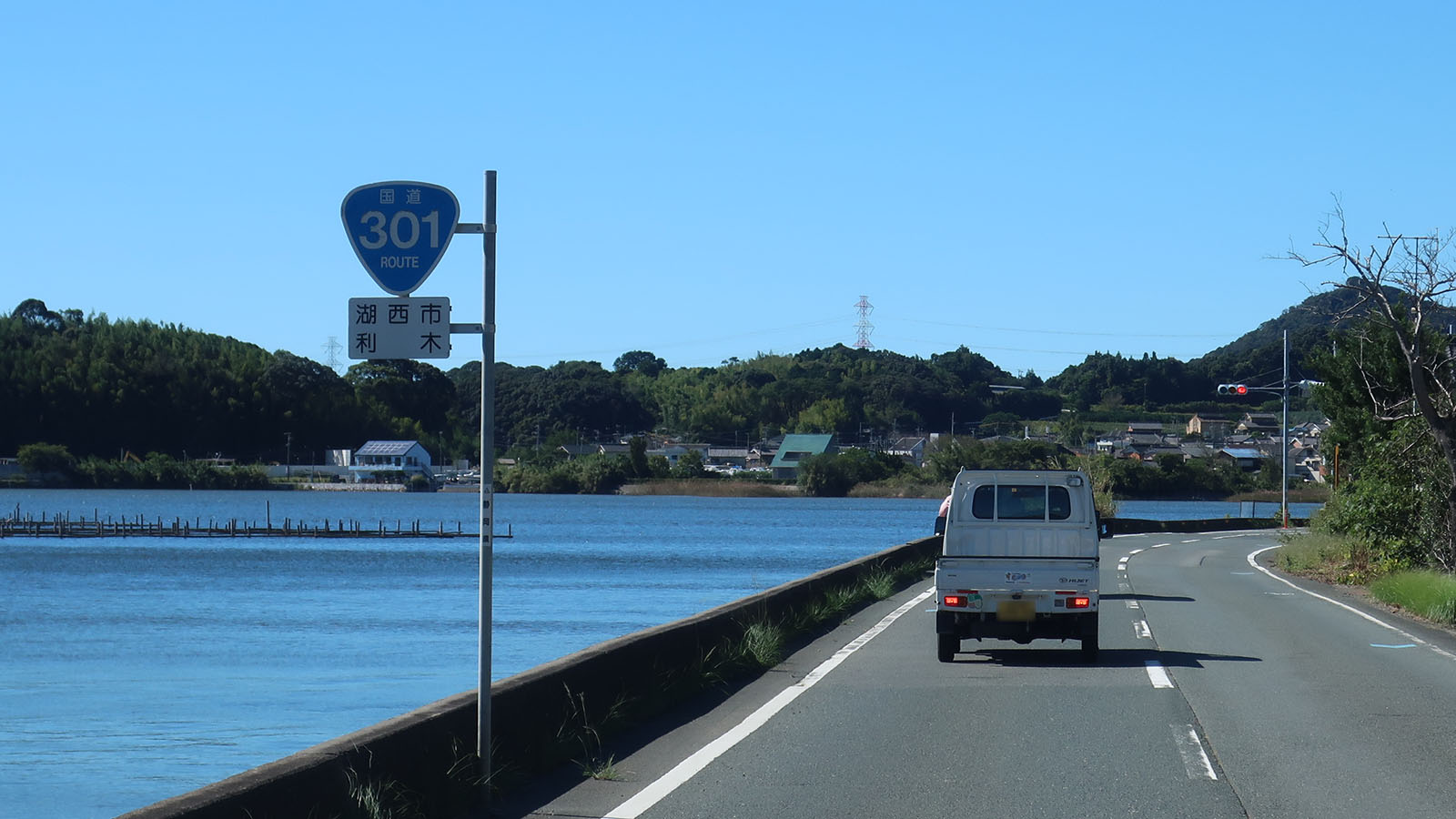
하마나코 서안 일대를 주행하고 있는 모습
시즈오카현 고사이시 리키

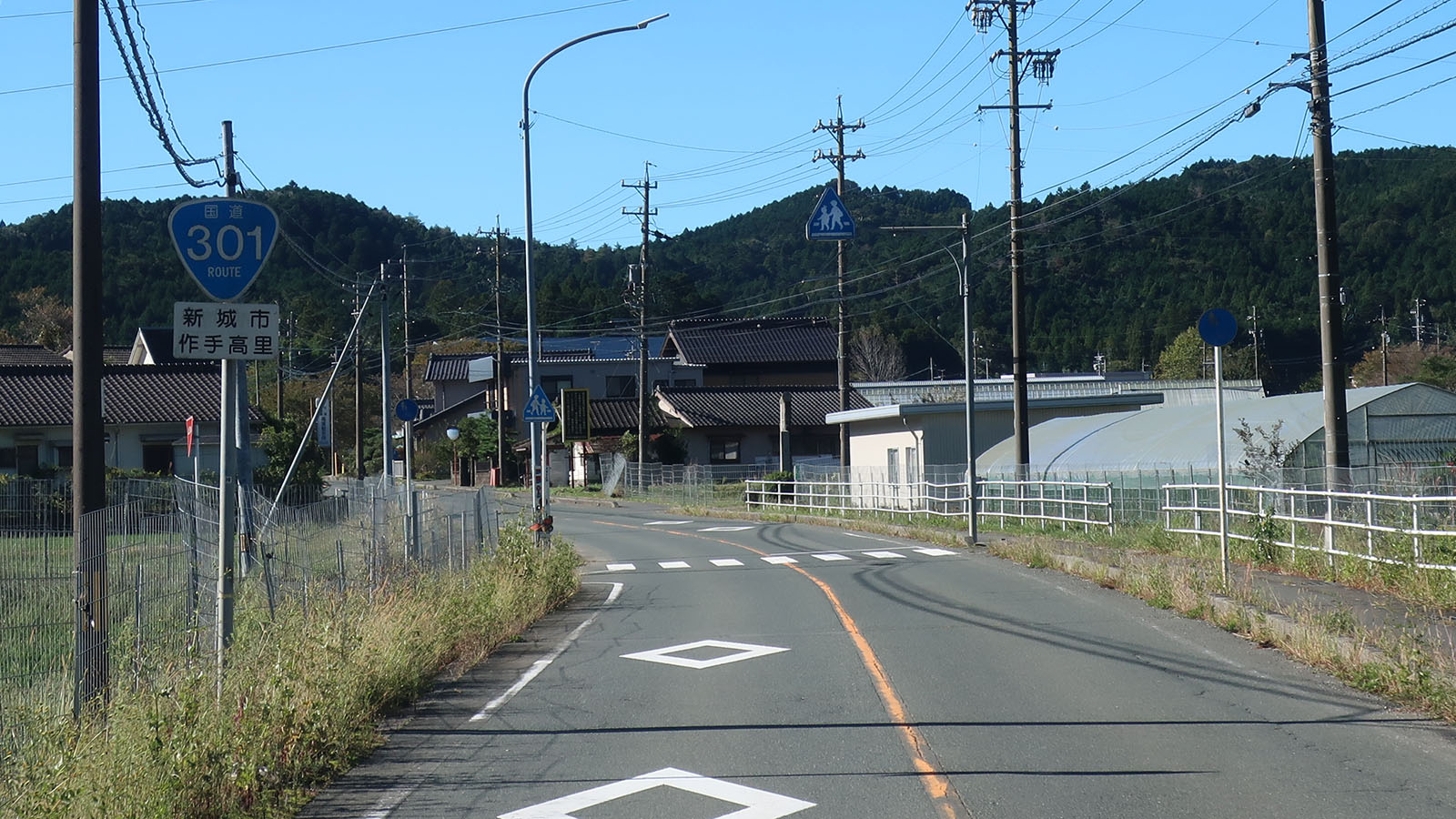
아이치현 신시로시 쓰쿠데타카사토
(2019년 10월)

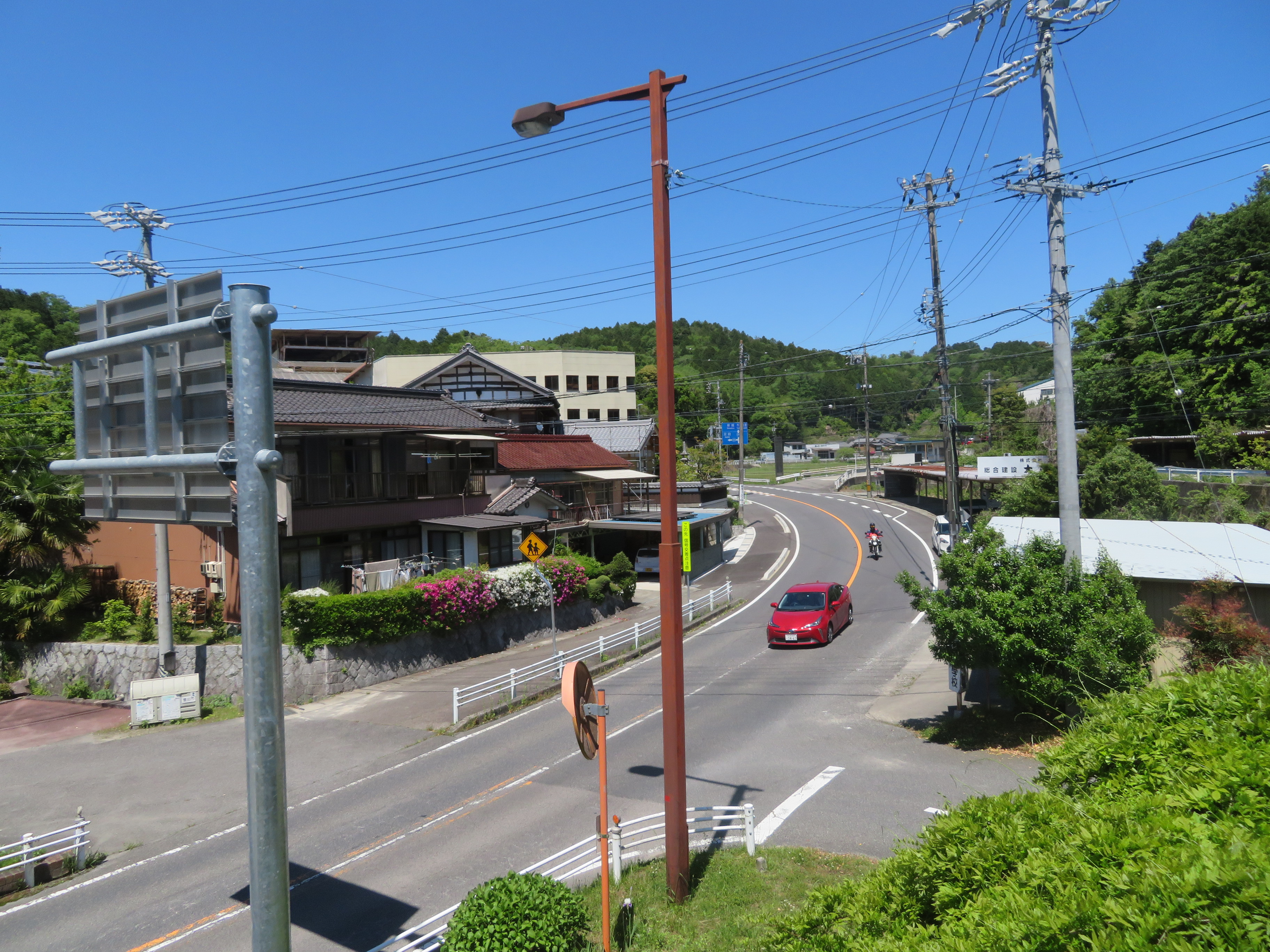
아이치현 도요타시 시모야마타시로초
(2020년 5월)

국도 제301호선(일본어: 国道301号 こくどう301ごう[*])은 시즈오카현 하마마쓰시 니시구에서 아이치현 도요타시까지 이르는 일본의 일반 국도로, 총 연장은 102.7 km이다.

## 개요
기점인 하마마쓰시에서 시작하여, 하마나호의 호수 가장자리에 위치한 섬인 벤텐섬 (하마마쓰시)과 아라이 관문 부근, 하마나코 서안 등을 거쳐 아이치현으로 진입한 다음 그 뒤로 혼구산과 도모에산의 동쪽을 지나 도요타시까지 이르는 국도 노선이다. 

### 노선 정보
일반 국도의 노선을 지정하고 있는 정령에 의거한 기종점 및 경유지는 다음과 같다.
- 기점 : 하마마쓰시 (니시구, 시노하라 교차로 = 국도 제1호선과의 교점, 국도 제42호선·국도 제259호선(일본어판)과의 기점)
- 종점 : 도요타시 (고로모초 1초메 = 국도 제153호선(일본어판)·국도 제248호선(일본어판)과의 교점)
- 총 연장 : 102.7 km[A]
- 중용 연장 : 1.5 km[B]
- 미공용 연장 : 없음
- 실제 연장 : 101.2 km[C]
- 현도 : 99.7 km[D]
- 구도 : 0.4 km[E]
- 신도 : 1.1 km[F]
- 지정 구간 : 없음

## 역사
- 1970년 (쇼와 45년) 4월 1일 - 일반 국도 301호선(하마마쓰시 - 도요타시)으로 지정 시행
  - 당시에는 시즈오카현 하마마쓰시와 아이치현 신시로시 구간은 국도 제257호선, 국도 제151호선과 겹친 구간임.
- 1993년 (헤이세이 5년) 4월 1일 - 주요 경유지를 일부 손질하여 주요 지방도(시즈오카현도·아이치현도) 6호 신시로 아라이 선을 국도 301호선으로 격상하고, 신시로시 이남의 밋카비정과 고사이시, 아라이정 등을 경유하여 구간이 지정됨.
- 2018년 (헤이세이 30년) 4월 1일 - 시즈오카현 고사이시의 오치바 ~ 리키 사이의 구간을 이어주는 리키 바이패스가 개통됨.

## 노선 개황

### 바이패스
- 리키 바이패스 (시즈오카현 고사이시 오치바 ~ 리키)

### 통칭
- 오누마 가도(일본어판)

### 중복 구간
- 국도 제362호선(일본어판) (시즈오카현 하마마쓰시 기타구 밋카비초 밋카비·히가시텐노 교차로 - 하마마쓰시 기타구·다카바시 교차로)
- 국도 제473호선(일본어판) (아이치현 도요타시 구로사카초 - 오카자키시 기리야마초)

### 도로 시설

#### 미치노에키
- 아이치현 : 미치노에키 쓰쿠데테즈쿠리무라(일본어판)

## 지리

### 통과하는 지자체
- 시즈오카현
  - 하마마쓰시 (니시구) - 고사이시 - 하마마쓰시 (기타구)
- 아이치현
  - 신시로시 - 오카자키시 - 도요타시

### 교차하는 도로

#### 고속도로
- 도카이 환상 자동차도(일본어판, 중국어판)

#### 국도
- 국도 제1호선
- 국도 제362호선 (일본)(일본어판)
- 국도 제151호선 (일본)(일본어판)
- 국도 제473호선 (일본)(일본어판)
- 국도 제153호선 (일본)(일본어판)
- 국도 제248호선 (일본)(일본어판)